# Нестеровский, Николай Семёнович
Николай Семёнович Нестеровский (24.11.1907 — 30.11.1944) — командир сапёрного отделения 794-го стрелкового полка 232-й Краснознамённой ордена Богдана Хмельницкого Сумско-Киевской стрелковой дивизии 40-й армии 1-го Украинского фронта, красноармеец.

## Биография
Родился 24 ноября 1907 года в городе Сумы в семье служащего. Украинец. Окончил 7 классов, профшколу, а в 1929 году — Сумской строительный техникум. Работал начальником Сумского областного проектного бюро.
В Красной Армии с 1943 года. Участник Великой Отечественной войны с марта 1943 года. Сражался на Воронежском и 1-м Украинском фронтах. Освобождал от гитлеровцев Сумы, Киев, форсировал Десну, Днепр, Южный Буг, Днестр, Прут. Был ранен.
Командир саперного отделения 794-го стрелкового полка красноармеец Николай Нестеровский в бою 5 марта 1944 года при прорыве обороны противника, находясь в боевых порядках стрелковой роты, разминировал вражеские заграждения.
25 марта 1944 года при форсировании реки Прут, действуя в составе отделения, первым переправился через реку, захватил паром и доставил его на свой берег, чем содействовал успешной переправе подразделения.
Указом Президиума Верховного Совета СССР от 13 сентября 1944 года за образцовое выполнение боевых заданий командования на фронте борьбы с немецко-фашистскими захватчиками и проявленные при этом мужество и героизм, красноармейцу Нестеровскому Николаю Семёновичу присвоено звание Героя Советского Союза.
В 1944 году окончил курсы младших лейтенантов. Герой погиб в одном из ожесточенных боев 30 ноября 1944 года. Похоронен в городе Дебрецен.
Награждён орденом Ленина, медалями.
В городе Сумы, в начале улицы имени Героев Сталинграда, создана аллея Славы, где представлены портреты 39 Героев Советского Союза, чья судьба связана с городом Сумы и Сумским районом, среди которых и портрет Героя Советского Союза Н. С. Нестеровского. В Сумах именем Героя названа школа № 19.